# 머리사 토메이
머리사 토메이(영어: Marisa Tomei, 1964년 12월 4일 ~ )는 미국의 배우이다. 드라마 《애즈 더 월드 턴즈》 이후, 1987년 《코스비 가족 만세》의 스핀오프작 《어 디퍼런트 월드》의 출연진으로 두각을 나타냈다.
소수의 영화에서 작은 역할을 맡은 뒤, 그녀는 1992년 코미디 영화 《나의 사촌 비니》에 출연하여 세계적인 관심을 이끌었고, 아카데미 여우주연상을 수상했다. 토메이는 《왓 위민 원트》(2000), 《성질 죽이기》(2003), 《거친 녀석들》(2007), 《그들만의 부모 가이드》(2012)등의 여러 성공작들에 출연하기도 했다. 그밖에 《언테임드》(1993), 《온리 유》(1994) 《페이퍼》(1994), 《스타를 벗겨라》(1996), 《버버리힐즈의 아우성》(1998), 《악마가 너의 죽음을 알기 전에》(2007), 《사이러스》(2010), 《러브 이즈 스트레인지》(2014), 《빅쇼트》(2015)등이 있다. 그녀는 《침실에서》(2001), 《더 레슬러》(2008)로 아카데미상에 두 차례 후보로 지명됐다.
또한 마블 시네마틱 유니버스에서 메이 파커 역을 연기했으며, 영화 《캡틴 아메리카: 시빌 워》(2016), 《스파이더맨: 홈커밍》(2017)《스파이더맨: 파 프롬 홈》(2019)에 출연했다.
토메이는 극무대에서도 많은 활동을 했다. 네이키드 엔젤스 극단에 과거 참여하기도 했고 《Daughters》(1986), 《어두워질 때까지》(1998), 드라마 데스크상 희곡 부문 여배우상을 수상한 《최상의 여성들》(2008), 드라마 데스크상 특별상을 수상한 《the realistic joneses》(2014) 등의 희곡에 출연했다.

## 어린 시절
토메이는 영어 교사 아델라이드 “에디” (혼인전 성 비앙키)와 법정 변호사 개리 A 토메이의 딸로 브루클린에서 태어났다. 배우로 활동하는 남동생 애덤 토메이가 있고, 조부모에게서 자랐다. 토메이의 부모는 모두 이탈리아계이며, 아버지쪽은 토스카나, 칼라브리아, 캄파니아 지역 혈통이고, 어머니쪽은 토스카나와 시칠리아 혈통이다. 토메이는 1982년에 에드워드 R. 머로 고등학교를 졸업했다.
토메이는 브루클린 인근 미드우드에서 컸다. 그곳에서 지내는 동안에 연극 공연팬이던 부모님이 데려간 브로드웨이 공연에 매료되었고 연기 활동을 직업으로서 끌리게 되었다. 앤드리그 허들 주니어 고등학교 (Andries Hudde Junior High School)에서 그녀는 학교에서 공연한 《성공시대》에서 헤디 라루를 연기했다. 1982년 에드워드 R. 머로 고등학교를 졸업 후에 1년간 보스턴 대학교에 다녔다.

## 경력

### 초기 경력
토메이는 1986년에 《애즈 더 월드 턴즈》에서 배역과 시트콤 《어 디퍼런트 월드》의 첫 번째 시즌 매기 로튼 역이 있었다. 영화 데뷔는 1984년 코미디 영화 《플라밍고 클럽》에서 작은 배역으로, 종업원 맨디를 연기했다. 그녀는 이 영화 전체 중에서 대사 하나만 있었다. 이 시기에 오프브로드웨이 희곡 《Daughters》으로 22세이던 1987년에 연극 무대 데뷔를 했느며, 세타를 연기했다. 그 배역으로 아주 좋은 평가와 함께 세계 연극상 연극 데뷔상을 수상했다.

### 나의 사촌 비니, 그후

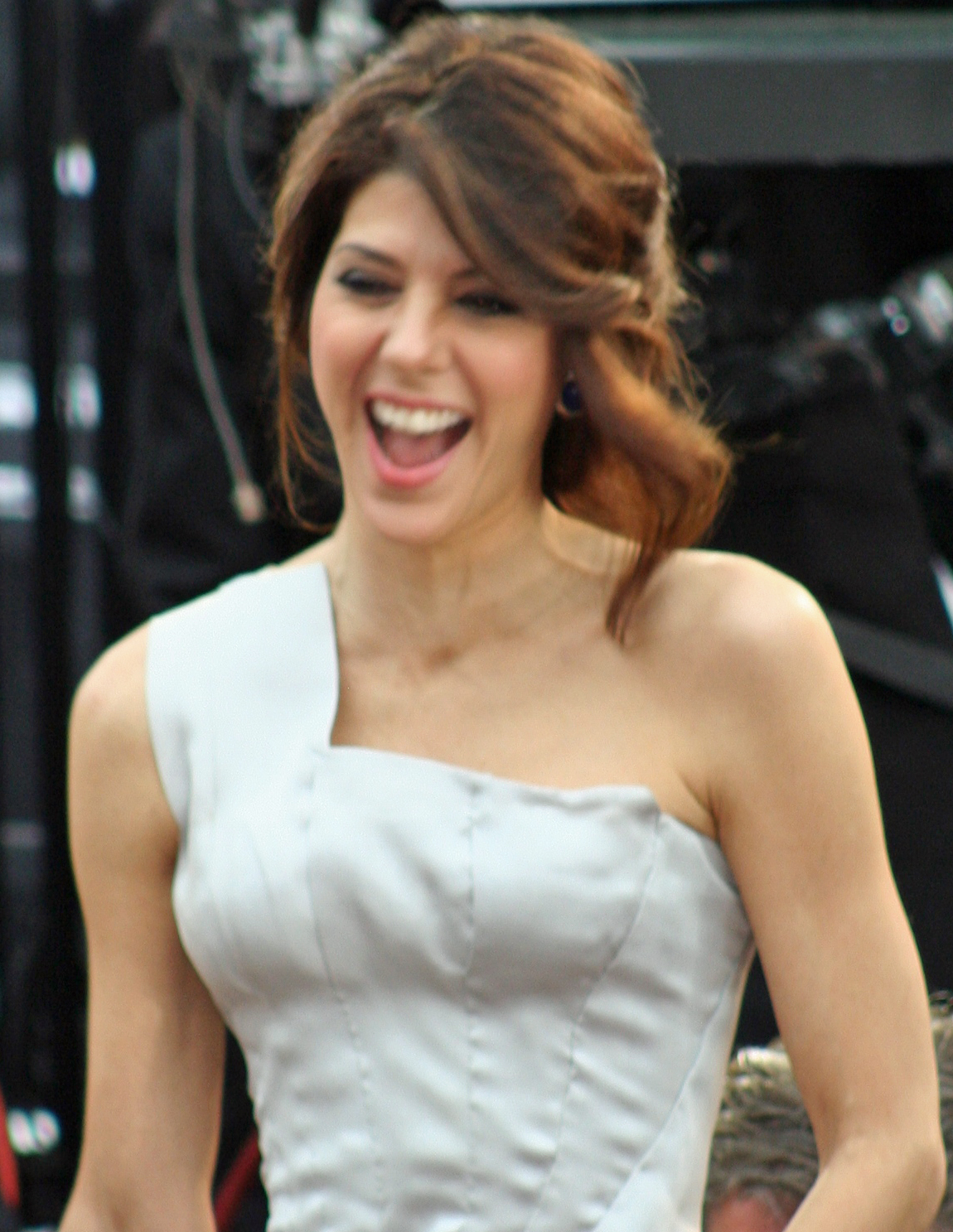
제81회 아카데미상에서 토메이. 이 시상식에서 그녀는 더 레슬러》로 아카데미상 후보에 세 번째 지명됐다.

몇몇 소규모 영화에 출연했던 토메이는 1992년 영화 나의 사촌 비니》에서 코미디 연기로 세계적 관심을 끌었고, 그녀는 비평적으로 칭찬을 받았다. 비평가 빈센트 캔비는 “조 페시를 뛰어넘고 그를 작아보이게 하려고 노력하거나 자신의 배관에 관한 지식을 나타내는 면인 물이 새는 수도꼭지에 대해 논쟁하는 것은 토메이 자신이 휼륭한 희극인이 되어간다는 모든 암시를 제시하다. 모나 리사는 또한 일류 기계공이기도 하여, 얽힌 이야기를 푸는데 도움이 된다."라고 논평했다. 그 영화에서 펼친 연기로, 토메이는 1993년 아카데미상에서 미란다 리처드슨, 조앤 플로라이트, 버네사 레드그레이브, 주디 데이비스를 따돌리고 여우조연상을 수상했다. 미국의 영화 비평가 렉스 리드는 잭 팰런스가 봉투를 개봉해서 잘못된 이름을 호명했다고 말하며,논란 (및 헐리우드의 작은 미신)을 낳았다. 이 의혹은 끊임없이 반박되었고 – 심지어는 아카데미측이 공식적으로 부인하기도 했다 – 토메이는 이 루머를 “너무나 마음을 아프게 하는” 이야기라고 불렀다. 프라이스워터하우스쿠퍼스의 회계사는 그러한 사건이 일어날 경우에 “우리 중에 한명이 무대로 올라가서, 우리들을 알리고 발표자가 잘못 말했다라는 것을 말해주기로 아카데미측과 협의가 있다”라고 해명했다. 이 해명은 《라라랜드》가 수상 발표 카드의 실수로 처음에는 작품상 수상작으로 발표되었다가 《문라이트》로 정정 발표된 2017년 오스카에서 사실임이 밝혀졌다.
오스카 수상 후, 토메이는 주인공 역을 연기한 당시 남자친구 로버트 다우니 주니어와 함께 무성 영화 《채플린》에서 메이블 노먼드로 출연했다. 다음 해에 그녀는 크리스천 슬레이터와 함께 로맨스 드라마 《언테임드》에 출연하였고, 이 둘은 MTV 무비 어워드에서 베스트키스상을 수상했다. 토메이는 나의 사촌 비니로 작년에 신인상을 수상했다. 다음 해에 토메이는 다우니와 함께 로맨틱 코미디 영화 온리 유》에 출연했다. 그후에 그녀는 닉 카사베티스의 《스타를 벗겨라》에 출연했다. 토메이의 연기에 대하여, 뉴욕 타임스는 "토메이가 한 노동계층이며 처음에는 모독적인 어휘로 상류층의 중년 여성을 밀쳐내는등 급한 성격을 지닌 밀드레드의 이웃 역할은 훌륭하였다."라고 기고했다. 그녀는 여우조연상 부문 미국 배우 조합상 후보로 처음 지명되었다. 1998년에 그녀는 터마라 젠킨스의 컬트 영화 《비버리힐즈의 아우성》으로 미국 코미디상 여우조연상 후보에 올랐다. 이 독립 영화는 비평가와 대중들에게서 꽤나 좋은 평가를 받았다.
 뉴욕 타임스는 "젠킨스는 리타 역으로 매우 매력적이고 재미있는 연기를 펼친 토메이를 비롯해서 대부분 훌륭한 배우 캐스팅을 해냈다"라고 기고한 한편, 다른 비평에선 토메이가 "용감하고 섹시하지만... 그녀가 평소에 한 것보다 훨씬 못 하다."라고 했다. 토메이는 2000년대 초 다시 유명세를 얻기 이전인 1990년대 말에는 화제작과 큰 규모의 영화에서 몇 년을 떨어져 지냈다.
1990년대 동안, 토메이는 드라마에 출연했다. 1996년에 시트콤 《사인필드》에 게스트 출연을 했고, 2부작 에피소드 《The Cadillac》에 본인 역을 연기했다. 해당 에피소드에서, 조지 컨스탠자는 친구 엘라인 베니스를 통해 토메이와 데이트를 하고자 한다. 또한 그녀는 《심슨 가족》에서 네드 플랜더스에게 사랑에 빠진 영화 배우 세라 슬론 역으로 출연했다. 과거 《새터데이 나이트 라이브》의 출연진 제이 모어는 자신의 회고록 《Gasping for Airtime》에서 1994년 10월 당시의 게스트 호스트였던 토메이가 자신에 대한 고정 관념을 싫어했기 때문에 제작진에서 기획한 스토리였던 《Good Morning Brooklyn》를 사용하지 말자고 하며, 유명 인사를 풍자하는 것에 대한 쇼의 경향을 고려할 때, 이런 자세는 각본가와 연출자들을 불편하게 했다고 썼다. 그럼에도 토메이는 1995년 O.J. 심슨 살인 재판을 풍자하는 단막극에서 상당히 Brooklyn의 영향을 받은 《나의 사촌 비니》에서 그녀의 배역을 패러디 했다.
토메이는 상업적 성공을 거둔 2000년 영화 《왓 위민 원트》에 출연했고, 로맨틱 코미디 영화 《썸원 라이크 유》에는 조연 배역으로 캐스팅됐다. 2001년, 토메이는 토드 필드의 아카데미 작품상 후보작 《침실에서》에 출연했고, 2002년 쇼웨스트상 여우조연상을 포함한 여러 상들을 수상했다. 버라이어티 "토메이가 가장 자연스럽고 꾸밈없는 연기를 펼치며 수상을 했다”라고 기고한 반면, 뉴욕 타임스의 스티븐 홀든은 "토메이의 망가지고 우수에 찬 내털리는 단언코 그녀의 가장 뛰어난 배역이다.”라고 말했다. 《침실에서》는 토메이가 두 번째 아카데미상 후보와 첫 골든 글로브상 여우조연상 후보에 오르게 했다. 토메이는 또한 미국 배우 조합상 연기상 후보에 오르기도 했다. 2002년, 그녀는 발리우드에서 영감을 받은 영화 《구루》에 출연했고 애니메이션 영화 《쏜베리의 가족 탐험대 - 극장판》에서 악역 브리 블랙번 역으로 목소리 출연했다.

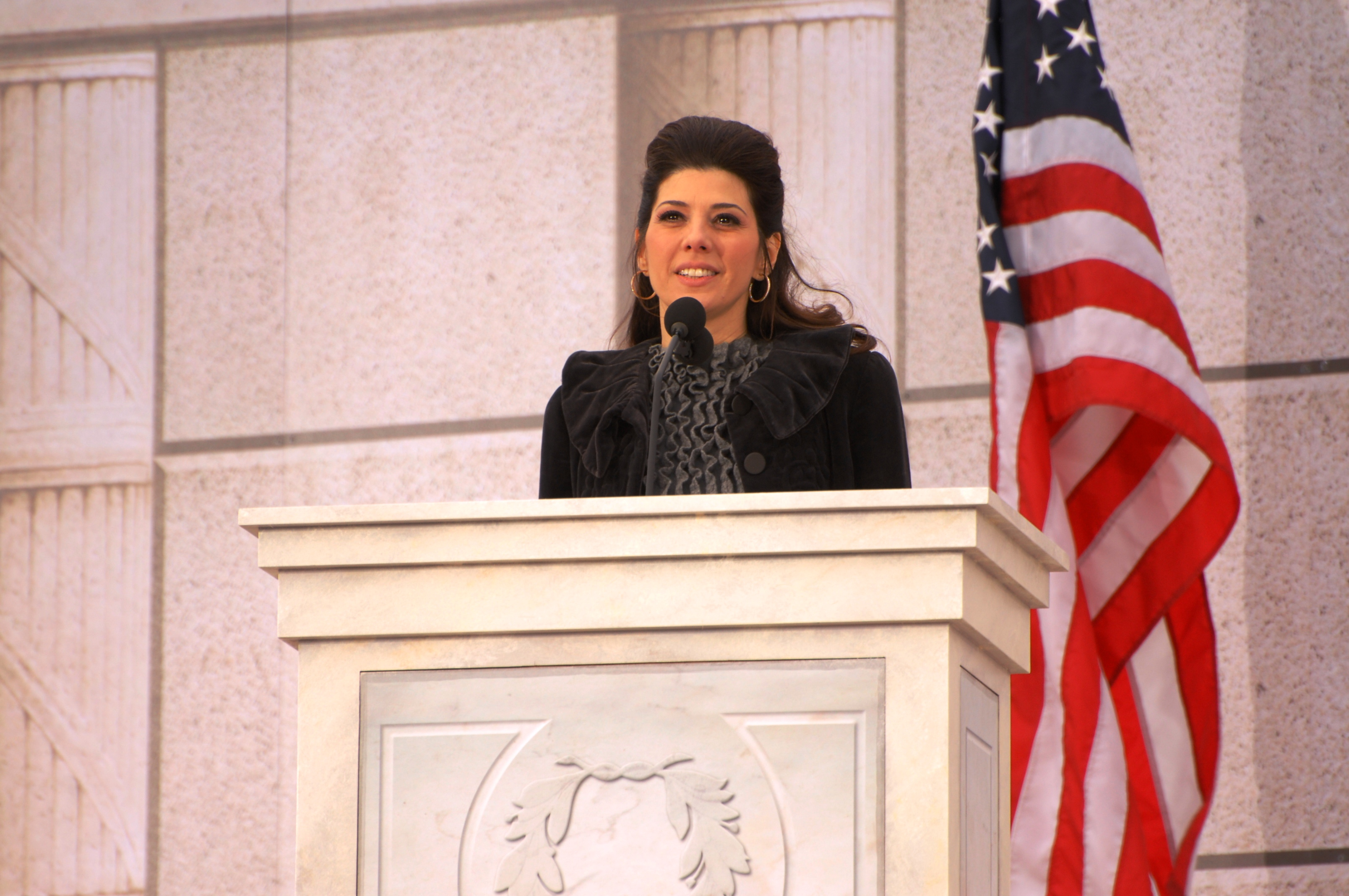
2009년 1월, 버락 오바마의 첫 번째 취임식에서 토메이

2003년, 토메이는 자신의 가장 큰 상업적 히트작 《성질 죽이기》에 출연했다. 다음 해에는 1996년에 개봉한 영국의 영화 《알피》를 원작으로 한 《나를 책임져, 알피》에 출연했다. 2005년, 그녀는 마이클 조던, 제니퍼 러브 휴잇, 매슈 페리 등을 포함한 다양한 유명인들이 동참하는 “지금 헤인스를 입은 우리를 보세요”라는 슬로건이 있는 헤인스의 광고 캠페인에 출연했다. 2006년, 토메이는 드라마 《레스큐 미》에 조연으로 등장했고, 조니 개빈의 전부인 엔지 역을 연기했다. 그녀가 출연한 해당 드라마 4편의 에피소드로 그레이시 앨런상 드라마 부문 여우조연상을 수상했다. 다음 해, 그녀는 코미디 영화 《거친 녀석들》에 출연했다. 이 영화는 2007년 개봉작 중 13번째로 많은 수익을 거뒀다 (미국내 박스 오피스 수익, 168,273,550 달러). 그녀는 또한 시드니 루멧의 《악마가 너의 죽음을 알기 전에》에 출연했다. 이 영화는 비평적 극찬속에 개봉됐다.
2008년, 토메이는 대런 애러노프스키의 영화 《더 레슬러》에서 어려움에 처한 스트리퍼 캐시디/팸 역을 연기했다. 그녀는 이 영화에서 수 차례 나체 춤시위 장면에 등장했다. 토메이와 같이 작업하던 중에 에러노프스키는 “이 배역은 토메이가 얼마나 용기있고 두려움을 모르는지 그리고 그녀의 진정한 섹시함이 무엇인지 나타낸다. 우리는 이 영화에서 노출이 얼마나 중요한지 알았고 그녀는 노출을 하고 싶어했다.”라고 말했다. 많은 비평가들은 이 연기가 그녀의 경력에서 뛰어난 순간 중 하나라고 말했다. 헐리우드 리포터는 "토메이는 다시 한번 어느 하나 불필요한 것 없이 자신의 가장 눈에 띄는 연기 중 하나를 전달해냈다."라소 기고했고,보스턴 글로브의 티 버는 "토메이는 대담하고 면밀하면서 정직한 연기를 펼쳤으며, 그 연기는 팸이 옷을 입고 있을 때 대다수 나타났다."라고 했다. 버라이어티는 "토메이는 램의 일생과 유사한 그녀의 일생을 그릴때 감정적으로 가장 솔직한 모습이였다."라고 말했다. 이 연기로 첫 BAFTA 그리고 두 번째 골든글로브상, 세 번째 아카데미상 여우조연상 부문 후보로 이름을 올렸다.
2009년에, 토메이는 토머스 넬슨의 오디오 성서 The Word of Promise에서 마리아 막달레나 역을 녹음했다. 토메이는 FHM이 선정하는 2009년 "가장 섹시한 여성 100인" 중 18위에 올랐다.
2010년, 토메이는 공동 출연 배우 존 C. 라일리, 조나 힐과 함께 코미디 드라마 영화 《사이러스》에 출연했다. 토메이는 제83회 아카데미상 이전에 열리는 2011년 아카데미 과학기술상 발표식을 진행했다. 그녀는 미스터리 서스펜스 영화 《링컨 차를 타는 변호사》에 출연했다. 또한 2011년 선댄스 영화제에서 공개된 《샐베이션 부러바드》에도 출연했다. 토메이의 다른 2011년 출연 영화에는 《크레이지, 스투피드, 러브》와 조지 클루니 연출의 《킹메이커》가 있다. 인디 코미디 영화 《메리드 앤드 치팅에 출연하기로 협상하기도 했었다. 한 인터뷰에서 레이디 가가가 가수에 관한 자신의 영화에서 토메이가 본인 역할을 연기하기를 원한다고 밝혔다. 토메이는 “그 소리를 듣고 깜짝 놀랐어요. 전 가가와 그의 음악들을 좋아해요. 게다가 뛰어난 사업가잖아요. 그래서 그 소리를 듣고 너무 감동했어요. 그녀가 제 작품과 저에 대해서 그렇게 생각해준 것에 대해 믿을 수 없다고 생각했어요.” 라고 반응했다.
토메이는 2012년 2월 10일에 방영된 NBC의 《후 두 유 띵크 유 아?》의 세 번째 시즌 두 번째 에피소드에 출연했다. 이 에피소드에서 그녀는 100년전에 살해당한 증조부 프란체스코 레오폴도 비앙키 (Francesco Leopoldo Bianchi)의 진실을 밝히기 위해 토스카나와 엘바 섬에 갔다.
토메이는 마블 시네마틱 유니버스에서 메이 숙모를 연기하며, 《캡틴 아메리카: 시빌 워》(2016), 《스파이더맨: 홈커밍》(2017)에 출연했다. 그녀는 《스파이더맨: 파 프롬 홈》(2019)에서 같은 역으로 출연했다.

## 사생활
2008년과 2012년 사이에 토메이는 배우 로건 마셜그린과 연인 관계였다. 이들은 약혼을 했다는 루머가 있기도 했지만 토메이의 대변인은 이를 부정했다. 토메이는 2009년에 말하길 “저는 제도로서 결혼에 대해 큰 관심이 없어요. 그리고 저는 완벽한 인간으로 보여지기 위해서 여성들이 왜 아이들을 갖는게 필요한지 잘 모르겠어요.”라고 말했다.

## 출연 작품

### 영화
| 연도 | 제목                              | 배역                 | 비고          |
| ---- | --------------------------------- | -------------------- | ------------- |
| 1984 | 《플라맹고 클럽》                 | 맨디                 |               |
| 1984 | 《톡식 어벤저》                   | 헬스 클럽 여성       | 크레딧 미등장 |
| 1986 | 《틴에이지 호텔》                 | 트레이시             |               |
| 1991 | 《오스카》                        | 리사 프로볼론        |               |
| 1991 | 《애욕의 잔다리》                 | 레미                 |               |
| 1992 | 《나의 사촌 비니》                | 모나 리자 비토       |               |
| 1992 | 《헨리와 후레디의 마지막 비상구》 | 로지 리버스          |               |
| 1992 | 《채플린》                        | 메이블 노먼드        |               |
| 1993 | 《언테임드》                      | 캐롤라인             |               |
| 1994 | 《온리 유》                       | 페이스 코배치        |               |
| 1994 | 《페이퍼》                        | 마샤 헤캣            |               |
| 1995 | 《페레즈 페밀리》                 | 도리타 에비타 페레즈 |               |
| 1995 | 《포 룸》                         | 머거렛               |               |
| 1996 | 《스타를 벗겨라》                 | 모니카 워렌          |               |
| 1997 | 《브라더스 키스》                 | 미시                 |               |
| 1997 | 《웰컴 투 사라예보》              | 니나                 |               |
| 1998 | 《비버리 힐즈의 아우성》          | 리타 에브로모비츠    |               |
| 2000 | 《해피 엑시던츠》                 | 루비 위버            |               |
| 2000 | 《왓쳐》                          | 폴리 베일먼 박사     |               |
| 2000 | 《왓 위민 원트》                  | 롤라                 |               |
| 2000 | 《킹 오브 더 정글》               | 코스텔로             |               |
| 2000 | Dirk and Betty                    | 패리스               |               |
| 2001 | 《침실에서》                      | 내털리 스트롯        |               |
| 2001 | 《썸원 라이크 유》                | 리즈                 |               |
| 2002 | 《쏜베리의 가족 탐험대 - 극장판》 | 브리 블랙번          | 목소리        |
| 2002 | 《저스트 어 키스》                | 폴라                 |               |
| 2002 | 《구루》                          | 렉시                 |               |
| 2003 | 《성질 죽이기》                   | 린다                 |               |
| 2004 | 《나를 책임져, 알피》             | 줄리                 |               |
| 2005 | 《러버보이》                      | 시빌 해밀턴          |               |
| 2005 | 《차밍 스쿨 & 볼룸 댄스》         | 머레디스 모리슨      |               |
| 2005 | 《삶의 가장자리》                 | 로라                 |               |
| 2006 | 《다니카》                        | 다니카 머릭          |               |
| 2007 | 《굿바이 그레이스》               | 수영장 여성          |               |
| 2007 | 《거친 녀석들》                   | 매기                 |               |
| 2007 | 《악마가 너의 죽음을 알기 전에》  | 지나 핸슨            |               |
| 2008 | 《전쟁 주식회사》                 | 내털리 헤겔후젠      |               |
| 2008 | 《더 레슬러》                     | 캐리싣 / 팸          |               |
| 2010 | 《사이러스》                      | 몰리 포쳇            |               |
| 2011 | 《링컨 차를 타는 변호사》         | 매기 맥퍼슨          |               |
| 2011 | 《샐베이션 부러바드》             | 허니 포스터          |               |
| 2011 | 《크레이지, 스투피드, 러브》      | 케이트 테퍼티        |               |
| 2011 | 《킹메이커》                      | 이다 호로비츠        |               |
| 2012 | 《런 테이큰》                     | 패티마               |               |
| 2012 | 《그들만의 부모 가이드》          | 앨리스 시몬스        |               |
| 2014 | 《러브 이스 스트레인지》          | 케이트 헐            |               |
| 2014 | 《한 번 더 해피엔딩》             | 홀리 카펜터          |               |
| 2014 | 《로이터링 위드 인텐트》          | 지지                 |               |
| 2015 | 《스페어 파츠》                   | 그웬 콜린스키        |               |
| 2015 | 《나를 미치게 하는 여자》         | 개 주인              |               |
| 2015 | 《러브 더 쿠퍼스》                | 엠마                 |               |
| 2015 | 《빅쇼트》                        | 신시아 바움          |               |
| 2016 | 《캡틴 아메리카: 시빌 워》        | 메이 파커            |               |
| 2017 | 《스파이더맨: 홈커밍》            | 메이 파커            |               |
| 2018 | 《애프터 에브리씽》               | 리사 하든 박사       |               |
| 2018 | 《더 퍼스트 퍼지》                | 메이 업데일 박사     |               |
| 2018 | 《다크 워스 더 나이트》           | 머거렛 랭            |               |
| 2019 | 《어벤져스: 엔드게임》            | 메이 파커            | 카메오        |
| 2019 | 《스파이더맨: 파 프롬 홈》        | 메이 파커            |               |
| 2019 | 《프랭키》                        | 아이린               |               |
| 2021 | 《스파이더맨: 노 웨이 홈》        | 메이 파커            |               |
| 2023 | 《쉬 캠 투 미》                   |                      |               |

### 텔레비전
| 연도 | 제목                                  |                        | 배역               | 비고                                                  |
| ---- | ------------------------------------- | ---------------------- | ------------------ | ----------------------------------------------------- |
| 1983 | 《애즈 더 월드 턴즈》                 |                        | 마시 톰프슨        | 정규 배역, 1983-1985                                  |
| 1987 | 《ABC 애프터스쿨 스페셜》             |                        | 노엘 크랜델        | 에피소드: "Supermom's Daughter"                       |
| 1987 | 《레그 워크》                         |                        | 도나 리치          | 에피소드: "Pilot"                                     |
| 1987 | 《어 디퍼런트 월드》                  |                        | 매기 로텐          | 21편                                                  |
| 1990 | Parker Krane                          |                        | 에이프럴 헤이네스  | 텔레비전 영화                                         |
| 1994 | 《Saturday Night Live》               |                        | 진행자             | 에피소드: "머리사 토메이/보니 레이트"                 |
| 1996 | 《사인필드》                          |                        | 본인               | 에피소드: "The Cadillac"                              |
| 1998 | 《아주 오랜만에 만난 친구들》         | Since You've Been Gone | 토리               | 크레디트 미기재                                       |
| 1998 | My Own Country                        |                        | 매티 바인스        | 텔레비전 영화                                         |
| 1998 | Only Love                             |                        | 에비 웹스터 조셉슨 | 텔레비전 영화                                         |
| 2001 | Jenifer                               |                        | 니나 카펠리        | 텔레비전 영화                                         |
| 2003 | 《심슨 가족》                         |                        | 사라 슬론 (목소리) | 에피소드: "A Star Is Born Again"                      |
| 2006 | 《레스큐 미》                         |                        | 앤지 개빈          | 4편                                                   |
| 2007 | The Rich Inner Life of Penelope Cloud |                        | 페넬로피 클라우드  | 텔레비전 영화                                         |
| 2012 | 《코미디 뱅! 뱅!》                    |                        | 본인               | 에피소드: "Ed Helms Wears A Grey Shirt & Brown Boots" |
| 2015 | 《엠파이어》                          |                        | 미미 와이트먼      | 5편                                                   |
| 2018 | 《핸드메이즈 테일》                   |                        | 오코너 부인        | 에피소드: "Unwomen"                                   |
| 2019 | 《올 인 더 패밀리》                   |                        | 에디스 벙커        | 스페셜 방송                                           |

## 연극
- 1986: Daughters - Cetta 역 (오프브로드웨이)[39]
- 1987: Beirut - Blue 역 (오프브로드웨이)[40]
- 1989: What The Butler Saw - Geraldine Barclay 역 (오프브로드웨이)[41]
- 1992: The Comedy of Errors - Adriana 역 (뉴욕시 센트럴파크 델라코테 극장)[42]
- 1994: Slavs! - Katherine Serafima Gleb 역 (오프브로드웨이)[43]
- 1996: Dark Rapture - Eric Overmeyer - Julie 역 (오프브로드웨이)[44]
- 1996: Demonology - Gina 역 (오프브로드웨이)[45]
- 1998: 어두워질 때까지 - Susy Hendrix 역 (브로드웨이)[46]
- 2003: 살로메 - Salome 역 (브로드웨이)[47]
- 2008: Top Girls - Isabella Bird/Joyce/Mrs. Kidd 역 (브로드웨이)[48]
- 2011: Marie and Bruce - Marie 역 (오프브로드웨이)[49]
- 2014: The Realistic Joneses - Pony Jones 역 (브로드웨이)[50]
- 2016: 장미 문신 - Serafina 역 (윌리엄스타운 연극제)[51]
- 2017: How to Transcend a Happy Marriage - 세라 럴 역 (오프브로드웨이)[52]

## 수상 및 후보
| 연도 | 상                               | 부문                                                        | 작품                                    | 결과 |
| ---- | -------------------------------- | ----------------------------------------------------------- | --------------------------------------- | ---- |
| 1992 | 아카데미상                       | 여우조연상                                                  | 나의 사촌 비니                          | 수상 |
| 1992 | MTV 무비 어워드                  | 신인상                                                      | 나의 사촌 비니                          | 수상 |
| 1992 | 시카고 영화 비평가 협회          | 여우조연상                                                  | 나의 사촌 비니                          | 후보 |
| 1993 | MTV 무비 어워드                  | MTV 무비 어워드 베스트 키스상 (크리스천 슬레이터와 함께])   | 언테임드                                | 수상 |
| 1996 | 미국 배우 조합                   | 여우조연상                                                  | 스타를 벗겨라                           | 후보 |
| 1997 | 데이타임 에미상                  | Outstanding Service Show Host                               | Marisa Tomei's Salute to Shirley Temple | 후보 |
| 1998 | 미국 코미디상                    | 영화 부문 코미디 연기 여우조연상                            | 비버리힐즈의 아우성                     | 후보 |
| 1998 | 틴 초이스 어워드                 | Funniest Scene (나타샤 리온과 함께)                         | 비버리힐즈의 아우성                     | 후보 |
| 2000 | 새틀라이트상                     | 뮤지컬 코미디 영화 부문 여우조연상                          | 왓 위민 원트                            | 후보 |
| 2001 | 아카데미상                       | 여우조연상                                                  | 침실에서                                | 후보 |
| 2001 | 댈러스-포트워스 영화 비평가 협회 | 여우조연상                                                  | 침실에서                                | 수상 |
| 2001 | 사우스이스턴 영화 비평가 협회    | 여우조연상                                                  | 침실에서                                | 수상 |
| 2001 | Awards Circuit Community Awards  | 여우조연상                                                  | 침실에서                                | 2위  |
| 2001 | 크리틱스 초이스 영화상           | 여우조연상                                                  | 침실에서                                | 후보 |
| 2001 | 시카고 영화 비평가 협회          | 여우조연상                                                  | 침실에서                                | 후보 |
| 2001 | 골든 글로브상                    | 영화 부문 여우조연상                                        | 침실에서                                | 후보 |
| 2001 | 온라인 영화 비평가 협회          | 여우조연상                                                  | 침실에서                                | 후보 |
| 2001 | 새틀라이트상                     | 드라마 영화 부문 여우조연상                                 | 침실에서                                | 후보 |
| 2001 | 미국 배우 조합상                 | 영화 부문 연기상                                            | 침실에서                                | 후보 |
| 2006 | 그레이시 앨런 어워드             | 여우조연상                                                  | 레스큐 미                               | 수상 |
| 2007 | 고섬 어워드                      | 고섬 어워드 최우수 캐스팅상                                 | 악마가 너의 죽음을 알기 전에            | 수상 |
| 2007 | 인디펜던트 스피릿 어워드         | 여우조연상                                                  | 악마가 너의 죽음을 알기 전에            | 후보 |
| 2008 | 아카데미상                       | 여우조연상                                                  | 더 레슬러                               | 후보 |
| 2008 | 센트럴 오하이오 영화 비평가 협회 | 여우조연상                                                  | 더 레슬러                               | 수상 |
| 2008 | 댈러스-포트워스 영화 비평가 협회 | 여우조연상 (3위)                                            | 더 레슬러                               | 수상 |
| 2008 | 디트로이트 영화 비평가 협회      | 디트로이트 영화 비평가 협회 여우조연상                      | 더 레슬러                               | 수상 |
| 2008 | 플로리다 영화 비평가 협회        | 여우조연상                                                  | 더 레슬러                               | 수상 |
| 2008 | 헐리우드 영화제                  | 올해의 여우조연상                                           | 더 레슬러                               | 수상 |
| 2008 | 라스베이거스 영화 비평가 협회    | 여우조연상                                                  | 더 레슬러                               | 수상 |
| 2008 | 오클라호마 영화 비평가 협회      | 여우조연상                                                  | 더 레슬러                               | 수상 |
| 2008 | 온라인 영화 비평가 협회          | 여우조연상                                                  | 더 레슬러                               | 수상 |
| 2008 | 피닉스 영화 비평가 협회          | 여우조연상                                                  | 더 레슬러                               | 수상 |
| 2008 | 샌디에이고 영화 비평가 협회      | 여우조연상                                                  | 더 레슬러                               | 수상 |
| 2008 | 샌프란시스코 영화 비평가 협회    | 여우조연상                                                  | 더 레슬러                               | 수상 |
| 2008 | Awards Circuit Community Awards  | 여우조연상                                                  | 더 레슬러                               | 후보 |
| 2008 | BAFTA                            | 여우조연상                                                  | 더 레슬러                               | 후보 |
| 2008 | 방송 영화 비평가 협회            | 여우조연상                                                  | 더 레슬러                               | 후보 |
| 2008 | 골든 글로브상                    | 영화 부문 여우조연상                                        | 더 레슬러                               | 후보 |
| 2008 | 휴스턴 영화 비평가 협회          | 여우조연상                                                  | 더 레슬러                               | 후보 |
| 2008 | 벤쿠버 영화 비평가 협회          | 여우조연상                                                  | 더 레슬러                               | 후보 |
| 2009 | 드라마 데스크상                  | 희곡 부문 여우주연상                                        | Top Girls                               | 후보 |
| 2010 | 새틀라이트상                     | 뮤지컬 코미디 영화 부문 여우조연상                          | 사이러스                                | 후보 |
| 2016 | 크리틱스 초이스 텔레비전상       | 크리틱스 초이스 텔레비전 드라마 부문 최우수 게스트 출연자상 | 엠파이어                                | 후보 |
| 2016 | 미국 배우 조합상                 | 미국 배우 조합 영화 부문 연기상                             | 빅쇼트                                  | 후보 |